# Lista de condados do Missouri

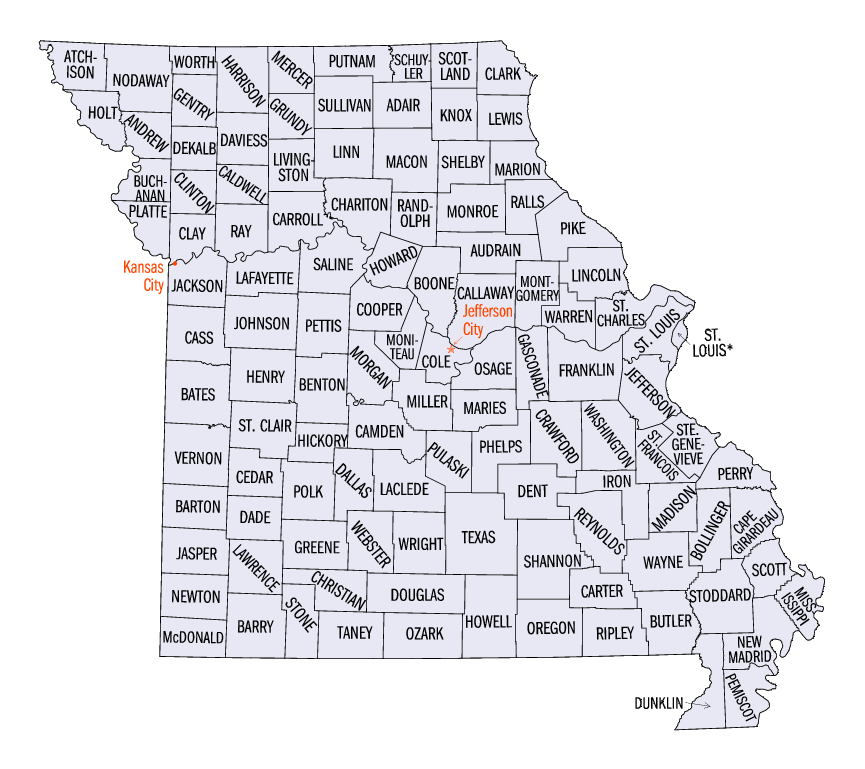
Condados do Missouri

Esta é uma lista de condados do estado norte-americano do Missouri. A lista inclui a sede de condado entre parêntesis.
| - Adair (Kirksville) - Andrew (Savannah) - Atchison (Rock Port) - Audrain (Mexico) - Barry (Cassville) - Barton (Lamar) - Bates (Butler) - Benton (Warsaw) - Bollinger (Marble Hill) - Boone (Columbia) - Buchanan (Saint Joseph) - Butler (Poplar Bluff) - Caldwell (Kingston) - Callaway (Fulton) - Camden (Camdenton) - Cape Girardeau (Jackson) - Carroll (Carrollton) - Carter (Van Buren) - Cass (Harrisonville) - Cedar (Stockton) - Chariton (Keytesville) - Christian (Ozark) - Clark (Kahoka) - Clay (Liberty) - Clinton (Plattsburg) - Cole (Jefferson City) - Cooper (Boonville) - Crawford (Steelville) - Dade (Greenfield) - Dallas (Buffalo) - Daviess (Gallatin) - DeKalb (Maysville) - Dent (Salem) - Douglas (Ava) - Dunklin (Kennett) - Franklin (Washington) - Gasconade (Hermann) - Gentry (Albany) - Greene (Springfield) - Grundy (Trenton) | - Harrison (Bethany) - Henry (Clinton) - Hickory (Hermitage) - Holt (Oregon) - Howard (Fayette) - Howell (West Plains) - Iron (Ironton) - Jackson (Independence) - Jasper (Carthage) - Jefferson (Hillsboro) - Johnson (Warrensburg) - Knox (Edina) - Laclede (Lebanon) - Lafayette (Lexington) - Lawrence (Mount Vernon) - Lewis (Monticello) - Lincoln (Troy) - Linn (Linneus) - Livingston (Chillicothe) - McDonald (Pineville) - Macon (Macon) - Madison (Fredericktown) - Maries (Vienna) - Marion (Palmyra) - Mercer (Princeton) - Miller (Tuscumbia) - Mississippi (Charleston) - Moniteau (California) - Monroe (Paris) - Montgomery (Montgomery City) - Morgan (Versailles) - New Madrid (New Madrid) - Newton (Neosho) - Nodaway (Maryville) - Oregon (Alton) - Osage (Linn) - Ozark (Gainesville) | - Pemiscot (Caruthersville) - Perry (Perryville) - Pettis (Sedalia) - Phelps (Rolla) - Pike (Bowling Green) - Platte (Platte City) - Polk (Bolivar) - Pulaski (Waynesville) - Putnam (Unionville) - Ralls (New London) - Randolph (Huntsville) - Ray (Richmond) - Reynolds (Centerville) - Ripley (Doniphan) - Saint Charles (Saint Charles) - Saint Clair (Osceola) - Saint François (Farmington) - Sainte Genevieve (Sainte Genevieve) - Saint Louis (Clayton) - Saline (Marshall) - Schuyler (Lancaster) - Scotland (Memphis) - Scott (Benton) - Shannon (Eminence) - Shelby (Shelbyville) - Stoddard (Bloomfield) - Stone (Galena) - Sullivan (Milan) - Taney (Forsyth) - Texas (Houston) - Vernon (Nevada) - Warren (Warrenton) - Washington (Potosi) - Wayne (Greenville) - Webster (Marshville) - Worth (Grant City) - Wright (Hartville) - Saint-Louis |